# 特攝

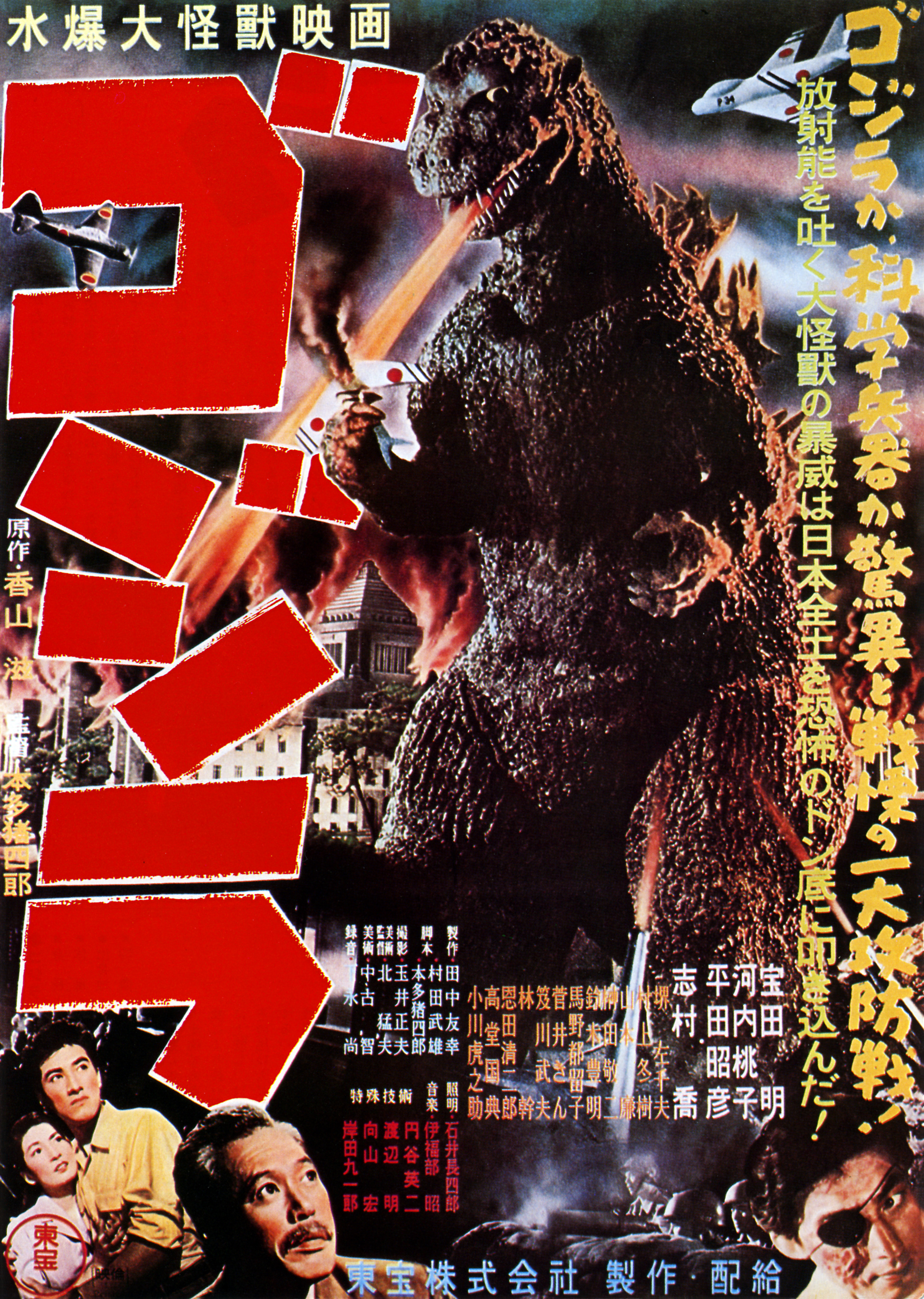
1954年的《哥斯拉》。由圆谷英二为东宝公司做特摄导演，使用的技术继续被特摄电影和电视行业中使用。

特摄（日语：／ Tokusatsu），全称特殊摄影（日语：特殊撮影），一般指涉及摄影技术或影片制作的领域。在摄影技术方面，它是特技效果的一部分。在影片方面，特摄指的是使用大量特效的真人电影、电视剧的剧情片一种类型。
特摄片通常以科幻、奇幻或恐怖为题材，不过有时其他类型的电影和电视节目。最著名的怪兽特摄电影包括，如《哥斯拉》和《加美拉》系列；超级英雄电视剧包括，如《假面骑士》和《金属英雄》系列；还有像机甲剧的作品，如《机械巨神》和《熔岩大使》。还有些融合了这些元素的特摄电视剧，例如《奥特曼》和《超级战队》系列。另有複合型態的衍伸類型，例如台灣的布袋戲作品《東離劍遊紀》和《聖石傳說》在日本也屬於特摄的範疇。
特摄是日本最受欢迎的娱乐形式之一。尽管基于特摄特性的电影和电视节目，如《哥斯拉》或《超级战队》在亚洲以外地区也受欢迎，但只有极少数特摄作品在亚洲以外的地方广泛传播。

## 名词解释
- 在圆谷英二时代的特摄意指将现实中不存在或难以察觉的视觉形象影像化，采用皮套演员的特殊摄影技术（与特殊效果不同，特效是将常见物体影像化）。

- 随着时间推移，特殊摄影技术和特殊技术（包括特殊美术、合成、特殊摄影等技术）逐渐被误解为相同概念（就像在电影制作中，"拍戏" 有时不仅仅指拍摄戏剧表演，也包括整个影视制作过程），这导致虽然都被称为特摄，但前者是摄影方面的技术，而后者则包括所有技术，其中摄影只是一部分。

- 如今，特摄的主要涵义已经从单纯的技术演变为特摄影视（特摄片），这指的是日本超级英雄（皮套人）战斗的影视剧，他们可能会戴面具或变得巨大。

## 解说
特摄原本是一种综合了特殊摄影和“诡计”拍摄技术的缩写，在日本，被称为“特摄作品”的电影和电视节目等已经发展成一个广泛的类型，特摄技术在其中起到了重要作用，因此这些作品群体通常被统称为“特摄”。另外，此外，现在这个词也用来指代旧时代作品群，以及当时盛行的“特摄英雄”等部分作品群的通称。
作为电影制作中的“特摄”技术，始于电影的早期，其中包括乔治·梅里爱和其他英国的制作人员在拍摄中采用高速和慢速摄影技巧，制造了看起来消失的人或物等效果，在1903年的电影《火车大劫案》中，们尝试了合成影像，创造了实际上不存在的场景。此外，微型实物的摄影技术的发展也为特摄技术的演进做出了贡献。例如，1925年的电影《遗失的世界》展示了恐龙等特效，可以说是特摄电影的先驱之一。随后，1933年的电影《金刚》将特摄技术推广到社会。
1949年至1981年间，手工制作的怪兽和微缩模型等元素制作的特摄电影大量涌现，大幅提升了好莱坞电影的视觉效果吸引力。作为20世纪特效电影界的先锋，特摄导演雷·哈利豪森对后来的特效作品，如《哥斯拉》《星球大战》，产生了深远的影响。哈利豪森创造的特殊影像和特效，已经成为现今各种特摄影像的源流。
臺灣的布袋戲以人偶並搭配衣服跟頭髮的擺動、偶的撞擊、場景爆破等演出特效進行拍攝，也屬於「特攝」類型之一，如《聖石傳說》、《東離劍遊紀》。

## 历史
特摄剧的起源可以追溯到早期的日本戏剧，尤其是歌舞伎(以其动作和打斗场景为特点)和文乐，后者使用了一些最早的特殊效果，尤其是木偶戏。日本电影先驱牧野省三被认为是特摄技术的奠基人，他执导了几部以尾上松之助为主演的时代剧电影，其中包括特效场景。牧野的特效工作启发了电影制片人江田贞一采用这种技术在自己的电影中，特别是《西游记》（1917年）和《大佛降临》（1934年）。
“特摄”这个词本身为了更清晰地解释“特效”而从大约1958年开始在日本媒体上使用的。并且在第一次怪兽热潮（怪獣ブーム，Monster Boom）时完全确立了。在此之前，也使用了称为"特殊技术（特技）"的名称。
虽然庵野秀明将特摄导演圆谷英二评价为特摄事实上的祖先。，但在圆谷将作品以前特技摄影等已经存在，如圆谷的老师枝正义郎在战前时期制作了使用合成和微缩的摄影手法的作品，如：1917年《西游记》、1934年《大佛廻国·中京篇》等。后圆谷在受前面提到的海外特摄电影《金刚》之类的影响下，研究了特摄怪兽电影等，在1950年代以后，特摄电影作为日本独有的影像技术发展起来，用尺贯法制作的微缩模型被使用，对影像文化和社会产生了很多影响。
特效艺术家（The special-effects artist）圆谷英二和本多猪四郎作为1954年的《哥斯拉》电影背后的驱动力。其中圆谷受美国类型电影（尤其是前面提到的《金刚》）主要内容的技术影响，比如所谓的动物装——使用一个穿着异服的人来扮演一个巨大的怪物——结合了微型模型和缩小的城市场景的使用。电影《哥斯拉》也影响了日本科幻、奇幻和电影的格局，创造了一种独特的日本视角，而这种类型的电影通常由美国电影主导。《哥斯拉》开创了日本怪兽题材电影的先河，加上超人力霸王出現後推波助瀾，在1966年形成了「第一次怪兽热潮」。几十年来，怪兽题材电影一直广受欢迎，而《哥斯拉》《加美拉》和《王者基多拉》等电影角色引领了这一市场。
不過在1957年時，因為受到美國連續電影《超人》（Superman serial) 的影響，新东宝制作了第一部以超级英雄为主角的系列电影：《超级巨人》（スーパージャイアンツ『鋼鉄の巨人』, Super Giant）。Super Giant與日本动画《铁臂阿童木》的成功，逐渐造成了兒童喜好的轉移，到了1971年隨著假面骑士誕生，迎來了第二次怪獸熱潮（又稱為「變身熱潮」,変身ブーム）。主角不再是巨大外星人和怪獸，而是带着面具的等身大英雄與怪人，他们對特摄世界走向产生了深远影响。
1958年2月24日川内康范也跟随特摄的成功推出了都是由年轻的千叶真一主演的《月光假面》《七色假面》之类的等身英雄电视连续剧，《七色假面》是以剧场公开为前提，35毫米胶片拍摄的，拍摄费用是一个500万日元，作为当时的电视节目，这是以破格的金额所制作的。这也是众多电视剧中第一部超级英雄电视剧，也是最受欢迎的特摄类型之一。在《新 七色假面》中，千叶真一从波岛进手中接过了主人公的角色，他展示了在器材体操中培养出来的动作，他的演技对后来制作的以变身英雄为题材的特摄作品产生了很大的影响。
1965年则创立了主要负责东映作品特摄部分的株式会社“特摄研究所”，1966年播出了以“空想特摄系列”为名的圆谷制作的《奥特曼》。
这些原创作品早于第一部彩色电视连续剧《熔岩大使》和《奥特曼》，它们开创了巨人英雄题材的先河，其中正常大小的主角变得更大，以对抗相对同样大的怪物。包括20世纪70年代流行的特摄超级英雄电视剧《假面骑士》（1971），《彩虹化身侠》（1972），《超级战队》（1975），《蜘蛛人》（1978）。
“特摄电影”（特撮映画）、“特摄片”（特撮もの）等词语在1980年代以前经常被使用，它不分对象和类型，都是使用“特殊摄影”的作品的意思。在胶片摄影时代（1835年-1888年开始发展胶片），使用正式的特殊摄影的电影和电视剧非常罕见，需要很高的技术和庞大的预算。此外，纪录片节目有时也需要使用特摄。
到了20世纪90年代以后，利用计算机图形学（CG）的数字技术的视觉效果技术开始普及。因此，在日本，“特摄”不是特效主体的作品的意思，而是过去的特摄作品或汲取其精华的作品的意义上使用“特摄”的情况下变多。在上述数字技术的摄影变得十分实用、普遍的2000年以后，“特摄”一词也被用于微缩摄影效果、实用性效果、异服人物摄影等模拟技术、作品的意义上。但是，将以往的特摄（传统特效）作为旧式的手法（或作品），作为否定的意义使用的场面也增加了。
与数码影像技术的发展成正比，迄今为止被培养的“特摄技术”的摄影急剧减少，“特摄作品”的面貌也在改变，到了2010年，作为日本独特的文化，要求保护的呼声高涨。2012年（平成24年），东京都现代美术馆的企划展“馆长 庵野秀明特摄博物馆”举办了日本全国巡回，同时文化厅的振兴方案“媒体艺术信息据点、财团构建事业”的一个环节实施的“特摄的调查报告书”日本在2013年（平成25年）5月公开。
2020年，旨在收集、保存、修復和研究特攝相關的珍貴資料的須賀川特攝資料中心於福島縣須賀川市開館。

## 参看
- 特摄节目列表（日语：特撮テレビ番組一覧）
- 人偶扮演（着ぐるみ）
- 变身英雄